# Thomas Götz (Psychologe)

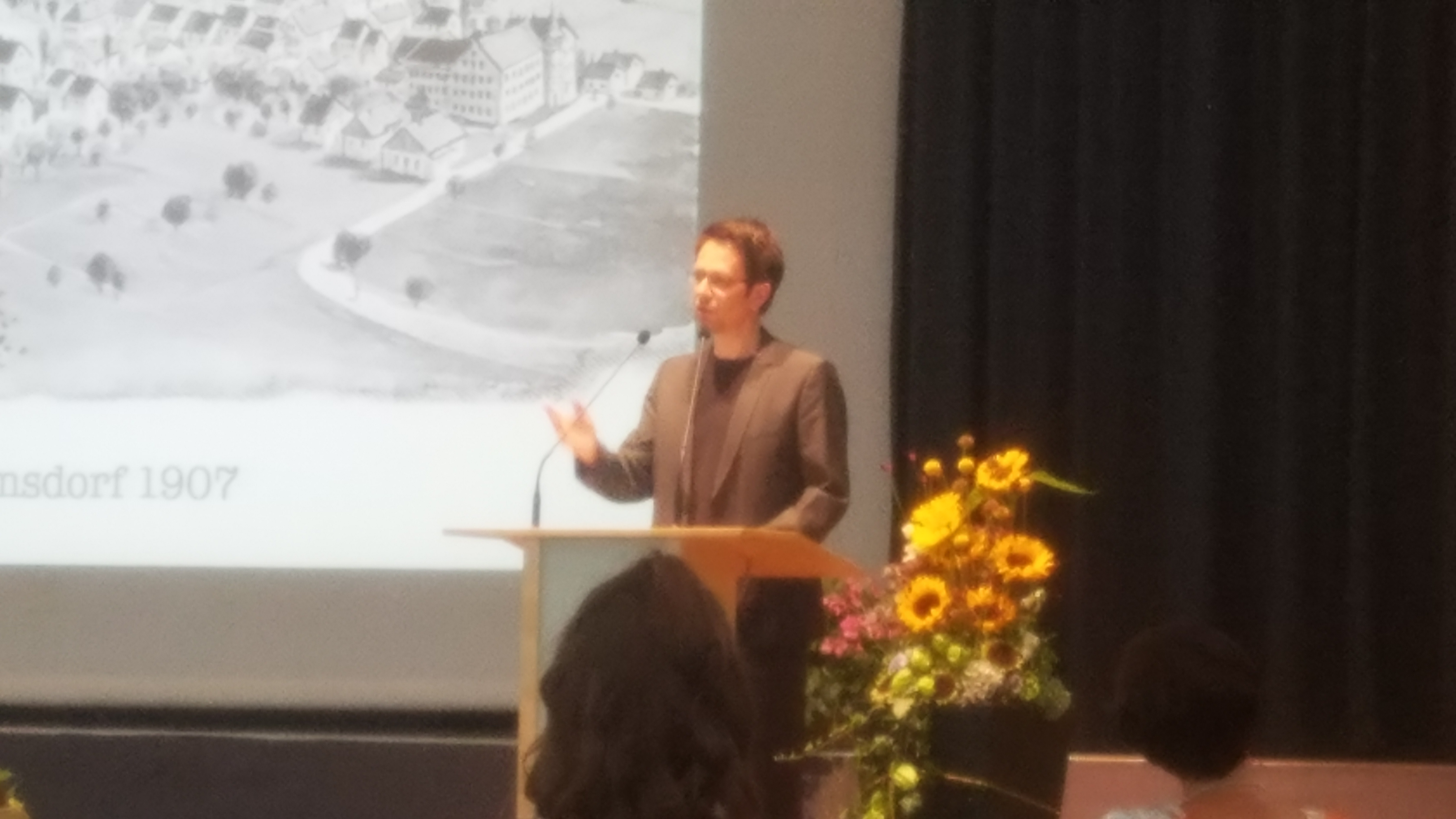
Thomas Götz am Gymnasium Wilhelmsdorf

Thomas Götz (* 1968 in Regen) ist ein deutscher Psychologe. Er ist Professor für Bildungspsychologie und gesellschaftliche Veränderungen an der Universität Wien sowie Adjunct Professor an der McGill University in Montreal.

## Leben
Thomas Götz studierte zunächst Kirchenmusik (Hauptfach Orgel, Klavier, Dirigieren) an den Hochschulen für Musik in Regensburg und in München. Danach studierte er Psychologie an der Universität Regensburg. Im Jahr 2002 promovierte er in Psychologie und arbeitete erst als wissenschaftlicher Assistent, ab Dezember 2005 dann als Privatdozent am Lehrstuhl für Pädagogische Psychologie, Diagnostik und Evaluation der Ludwig-Maximilians-Universität München, wo er sich 2005 habilitierte.
Nach Professurvertretungen an der Pädagogischen Hochschule Heidelberg und an der Universität Erfurt war er von 2007 bis 2019 Professor für Empirische Bildungsforschung an der Universität Konstanz und der Pädagogischen Hochschule Thurgau. Von 2016 bis 2019 war er Sprecher der Binational School of Education der Universität Konstanz. Seit September 2019 ist Götz Professor für Bildungspsychologie und gesellschaftliche Veränderungen an der Universität Wien sowie seit 2011 Adjunct Professor an der McGill University in Montreal, Kanada.
Götz ist Mitherausgeber der Zeitschriften Contemporary Educational Psychology und Learning and Instruction. Seine Forschungsarbeiten im Bereich der Emotionsforschung wurden (z. B. durch den Schweizerischen Nationalfonds, die Deutsche Forschungsgemeinschaft und den Social Sciences and Humanities Research Council of Canada) gefördert. Seit 2002 publizierte er Artikel in wissenschaftlichen Zeitschriften, unter anderem in Psychological Sciences, Journal of Educational Psychology und Child Development.
Götz’ Forschungsschwerpunkte liegen im Bereich der Emotionsforschung im Lern- und Leistungskontext sowie auf der Echtzeiterfassung emotionalen Erlebens mit Hilfe der Experience-Sampling-Methode.